# Walton Studios
Les Studios Walton (à l'origine nommés Hepworth Studios et pour quelque temps plus tard nommé Nettlefold Studios) sont un studio de cinéma britannique situé à Walton-on-Thames, dans le Surrey.
Les studios, ouverts en 1899 par Cecil Hepworth, contribuèrent pendant une longue période au développement du cinéma britannique. Le déclin de l'industrie du film britannique a entraîné la vente des studios à différents propriétaires. Ils furent par la suite utilisés pour des productions télévisuelles, avant d'être fermés en 1961 et démolis.

## Historique
Les studios ont commencé leur activité sous le nom Hepworth Studios en 1899 lorsque le pionnier du cinéma britannique, Cecil Hepworth, a loué une maison pour 36 livres par an à Hurst Grove, Walton-on-Thames. Il a créé un studio avec un éclairage électrique et un laboratoire de développement de films. Avec son cousin Monty Wicks, il crée la société de production de cinéma Hepwix et a commencé à produire de courts documentaires d'actualité. Au tournant du XXe siècle, Hepworth réalisait une centaine de films par an.

## Filmographie partielle

### Période Hepworth
- 1900 : The Beggar's Deceit
- 1900 : How It Feels to Be Run Over (Ce qu'on ressent quand on se fait écraser)
- 1900 : Explosion of a Motor Car
- 1903 : Alice in Wonderland
- 1905 : Rescued by Rover
- 1905 : Baby's Toilet
- 1913 : David Copperfield
- 1915 : The Baby on the Barge
- 1916 : Annie Laurie
- 1919 : City of Beautiful Nonsense
- 1919 : Broken in the Wars
- 1919 : The Forest on the Hill
- 1920 : Helen of Four Gates
- 1921 : The Narrow Valley
- 1921 : Tansy
- 1921 : Wild Heather
- 1923 : Comin' Thro the Rye
- 1923 : Mist in the Valley

### Période Nettlefold Studios
- 1931 : 77 Park Lane d'Albert de Courville
- 1931 : 77, rue Chalgrin d'Albert de Courville
- 1935 : The Mystery of the Mary Celeste de Denison Clift
- 1952 : Song of Paris de John Guillermin
- 1953 : La Belle Espionne de Raoul Walsh
- 1953 : La Valse de Monte-Carlo de Lewis Milestone
- 1954 : La bête s'éveille de Joseph Losey
- 1957 : That Woman Opposite de Compton Bennett
- 1958 : Monstres invisibles d'Arthur Crabtree
- 1960 : La Cité des morts de John Llewellyn Moxey

## Source de la traduction
- (en) Cet article est partiellement ou en totalité issu de l’article de Wikipédia en anglais intitulé « Walton Studios » (voir la liste des auteurs).